# Li Huawei
Li Huawei (14 november 1998) is een voormalig Chinese langebaanschaatsster. De Chinese gold op jonge leeftijd als een supertalent. Zo werd ze in 2015 op 16-jarige leeftijd veertiende bij het WK Sprint in Astana. Ze kon deze prestatie tot op heden echter nog geen glansrijk vervolg geven en stopte al op 22-jarige leeftijd.

## Records

### Persoonlijke records
| Afstand    | Tijd    | Datum             | Baan      |
| ---------- | ------- | ----------------- | --------- |
| 500 meter  | 38,67   | 17 maart 2017     | Calgary   |
| 1000 meter | 1.17,38 | 18 maart 2017     | Calgary   |
| 1500 meter | 2.00,61 | 26 september 2014 | Calgary   |
| 3000 meter | 4.26,87 | 26 september 2014 | Calgary   |
| 5000 meter | 8.11,21 | 1 december 2013   | Changchun |

(laatst bijgewerkt: 21 maart 2017)

## Resultaten
| Jaar | WK Sprint                | WK Afstanden       |
| ---- | ------------------------ | ------------------ |
| 2015 | 14e (19e, 15e, 18e, 17e) | 20e 500m 20e 1000m |
|      |                          |                    |
| 2017 | 26e (25e, 27e, 24e, 27e) |                    |

(#, #, #, #) = afstandspositie op sprinttoernooi (500m, 1000m, 500m, 1000m).